# Noreen Cheung
Noreen Cheung (circa 1979/1980) is een Surinaams politicus. Ze was van 2010 tot 2015 lid van De Nationale Assemblée.

## Biografie

### Achtergrond
Noreen Cheung is een dochter van Henry Zse Ping Cheung, een prominent lid en financier van de Nationale Democratische Partij (NDP) en oprichter/eigenaar van het gouddelvingsbedrijf Century Mining. Ze groeide op in Rainville en werd vanwege het drukke zakenleven van haar ouders voornamelijk opgevoed door haar grootouders, vooral haar oma.
Ze volgde haar studie in Amsterdam, waar ze afstudeerde in commerciële economie aan de HES en nog een half jaar Engelse taal en cultuur volgde aan de VU. Bij terugkeer begon ze voor zichzelf als marketingconsultant.

### Politiek
Ze was verkiesbaar op plaats 4 in Paramaribo voor de NDP  tijdens de verkiezingen van 2010.
Ze werd belemmerd in haar verkiezingscampagne, omdat er negatieve berichten over haar in het nieuws verschenen. Ze werd in die tijd beschuldigd bij Chinese ondernemers geld te hebben ingezameld voor de verkiezing van Miss China Suriname die ze voor zichzelf gehouden zou hebben. Toen ze niet tijdig aan een betalingstermijn voldeed, werd ze aanhouden op een politiepost, waarna haar vader haar aflossingsverplichting betaalde. Na berichtgeving hierover eiste ze rectificatie van RBN/Dagblad Suriname via een rechtszaak die ze verloor.

### Assembléelid
Ze werd verkozen als lid van De Nationale Assemblée (DNA) en stopte als zelfstandig ondernemer. Na het overlijden van haar vader in oktober 2011 begon haar relatie met de NDP te verslechteren.
In 2012 speelde de behandeling van de verruiming van de Amnestiewet die het doel had om de daders van de Decembermoorden uit 1982 te beschermen tegen rechtsvervolging. Enkele weken voor de stemming in DNA bracht ze naar buiten dat ze twijfelde over haar standpunt. Op 4 april was zij niet aanwezig in DNA toen er gestemd werd. In 2014 bevestigde ze haar twijfel over de Amnestiewet in een interview met Parbode. Een rechtszaak tegen het tijdschrift om haar uitspraak te rectificeren verloor ze nadien; Parbode reageerde dat haar uitlatingen op band waren vastgelegd.
In juli 2013 kwam de verzuurde relatie met haar partij in DNA op de voorgrond, toen ze daar in een hevige woordenwisseling verwikkeld raakte met partijgenoot Melvin Bouva, waardoor Assembléevoorzitter Jennifer Geerlings-Simons (NDP) zich genoodzaakt zag de vergadering te schorsen. Volgens Cheung werd ze onheus door haar fractie behandeld. Aanvankelijk stapte ze uit haar drie vaste commissies, maar kwam hier kort daarna op terug. In 2014 liep ze boos uit een vergadering omdat ze "stelselmatig" door haar partijgenoten werd genegeerd en amper de kans kreeg om haar mening te geven.

### Breuk met NDP

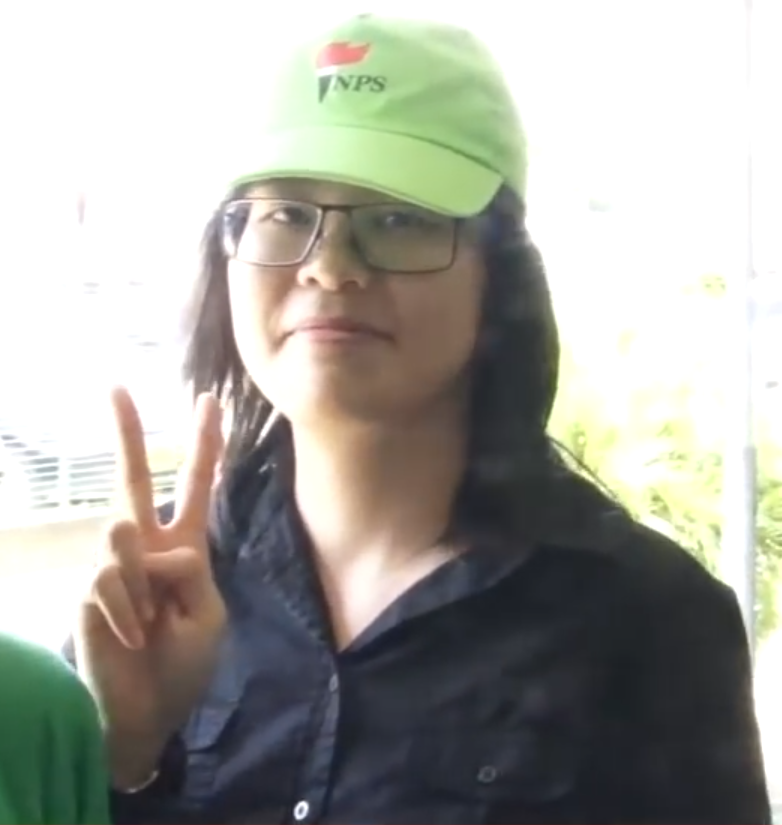
Noreen Cheung in 2015

Begin januari 2015 werd duidelijk dat Cheung niet terug zou komen op de kandidatenlijst van de NDP van de verkiezingen van 2015. Rond die tijd voerde ze een verkennend gesprek met Paul Somohardjo van Pertjajah Luhur en aan het eind van de maand stond ze op het podium tijdens een massabijeenkomst van V7 in De Olifant, het partijcentrum van de Vooruitstrevende Hervormings Partij (VHP). De volgende maand liet ze weten dat ze haar keuze had laten vallen op de Nationale Partij Suriname (NPS).

### Na de verkiezingen van 2015
Ze werd door de NPS niet gekandideerd voor de verkiezingen. In augustus 2016 werd ze gekozen tot lid van de Adviesraad van de NPS. Bij de NPS kreeg ze geen kans om haar ambitie voor een volgende termijn in DNA te verwezenlijken en in januari 2019 stapte ze over naar de VHP. Tijdens de verkiezingen van 2020 was ze geen kandidaat voor de VHP.